# Herklotsichthys ovalis
Herklotsichthys ovalis är en fiskart som först beskrevs av Anonymous [bennett och 1830.  Herklotsichthys ovalis ingår i släktet Herklotsichthys och familjen sillfiskar. Inga underarter finns listade i Catalogue of Life.